# Теано
Теано (итал. Teano) — коммуна в Италии, располагается в регионе Кампания, в провинции Казерта.
Население составляет 12 727 человек (2008 г.), плотность населения составляет 145 чел./км². Занимает площадь 88 км². Почтовый индекс — 81057. Телефонный код — 0823.
Покровителями коммуны почитаются святой Париде из Теано, святая Репарата, святой Амасий из Теано, святой Урван и святой Теренциан, празднование 5 августа.

## Демография
Динамика населения:

## Администрация коммуны
- Официальный сайт: http://www.comune.teano.ce.it